# Ptecticus papuanus
Ptecticus papuanus är en tvåvingeart som först beskrevs av Jacques-Marie-Frangile Bigot 1879.  Ptecticus papuanus ingår i släktet Ptecticus och familjen vapenflugor. Inga underarter finns listade i Catalogue of Life.